# مونته‌لپره

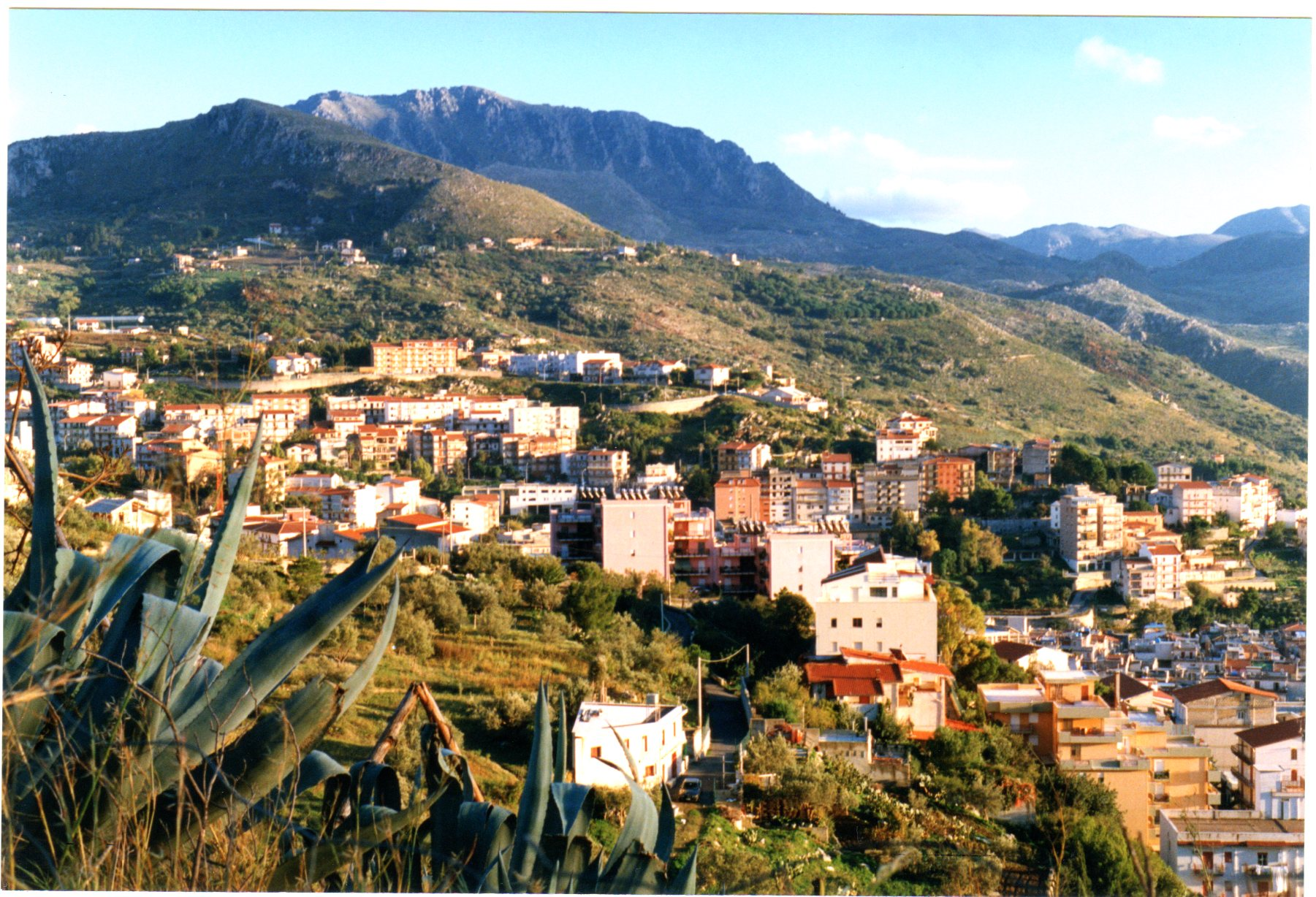
نمایی از مونته‌لپره در ۲۰۱۳

مونته‌لپره (به ایتالیایی: Montelepre) کومونه‌ای در استان پالرمو ایتالیا است. مونته‌لپره ۹ کیلومترمربع مساحت و ۶٬۲۰۲ نفر جمعیت دارد و ۳۴۲ متر بالاتر از سطح دریا واقع شده.